# Кугель, Михаил Бенедиктович
Михаил Бенедиктович Кугель (род. 5 декабря 1946, Харьков) — советский альтист и музыкальный педагог, музыковед.

## Биография
Учился в музыкальной школе имени Бетховена. Затем окончил Харьковское музыкальное училище и Ленинградскую консерваторию. В 1975 г. на Международном конкурсе альтистов в Будапеште разделил первую премию с венгерским музыкантом Золтаном Тотом (Юрий Башмет получил вторую премию).
В 1975—1990 годах солист Московской государственной филармонии, выступал также в составе Квартета имени Бетховена, заменив за пультом альта Фёдора Дружинина. Преподавал в Московской консерватории.
В 1990 года эмигрировал в Израиль, на протяжении шести лет был профессором Иерусалимской академии музыки и танца имени С. Рубина. С 1996 года живёт в Бельгии. В 1996—2014 годах являлся профессором Гентской консерватории. Также с 1996 года является профессором консерватории города Маастрихт.
Осуществил ряд записей как в СССР, так и после эмиграции. Среди них выделяется посвящённый Дмитрию Шостаковичу альбом (вместе с хорватской пианисткой Ве́сной По́друг), включающий Сонату для альта и фортепиано Шостаковича и Сюиту памяти Шостаковича для альта и фортепиано, написанную самим Кугелем. Среди других композиций Кугеля — Соната-поэма для альта соло (1987), Классические прелюдии для альта и фортепиано (1999), «Венецианский карнавал» для альта и фортепиано (2001) и др. Кугелю также принадлежит ряд переложений и транскрипций — в частности, альтовая обработка скрипичной Фантазии на темы из оперы Бизе «Кармен» Франца Ваксмана.
Опубликовал 2 книги: «История одной эпохи. Интерпретация двух произведений для альта» (англ. History of an era. An interpretation of two works for viola; 2002), посвящённую трактовке альтовой сонаты Шостаковича и Концерта для альта с оркестром Белы Бартока и «Музыкальные эссе» (2014), исследующей сонату для Большого альта Н.Паганини, сонаты Ф.Шуберта («Арпеджион»), П.Хиндемита («Барочная») и Д.Шостаковича (ор.147), а также Концерта для альта с оркестром Б.Бартока.
10 февраля 2009 года после 20-летнего перерыва выступил в Москве, исполнив вместе с Лианой Исакадзе Концертную симфонию для скрипки и альта с оркестром Вольфганга Амадея Моцарта.

## Избранные публикации
- Музыкальные эссе, 2014, ISMN 979-0-9007107-0-3
- Ostinato. sonata for pianoforte, 2015, ISMN 979-0-9007107-1-0
- Nostalgia.divertimento for viola and piano, 2015, ISMN 979-0-9007107-2-7